# Liumutang
Liumutang (kinesiska: 六亩塘, 六亩塘镇) är en köping i Kina. Den ligger i provinsen Hunan, i den södra delen av landet, omkring 140 kilometer sydväst om provinshuvudstaden Changsha. Antalet invånare är 57951. Befolkningen består av 27 957 kvinnor och 29 994 män. Barn under 15 år utgör 20,0 %, vuxna 15-64 år 70 %, och äldre över 65 år 9,0 %.
Genomsnittlig årsnederbörd är 1 668 millimeter. Den regnigaste månaden är maj, med i genomsnitt 267 mm nederbörd, och den torraste är oktober, med 52 mm nederbörd.